# Johann Peter Miller (Theologe, 1725)

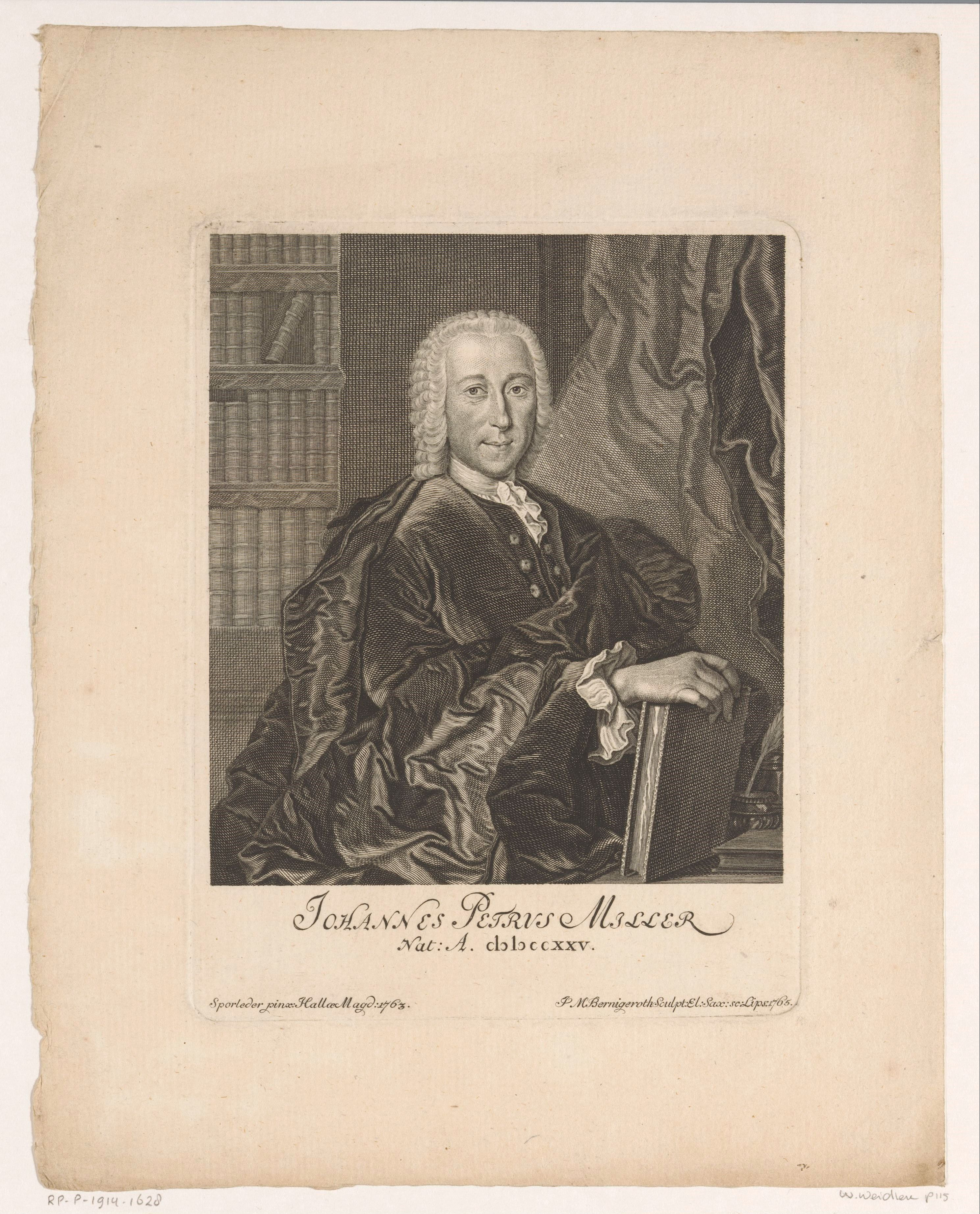
Porträt des Malers Johann Martin Bernigeroth von Johann Peter Miller (1765)

Johann Peter Miller (* 26. April 1725 in Leipheim bei Ulm; † 29. Mai 1789 in Göttingen) war ein deutscher evangelischer Geistlicher und Hochschullehrer.

## Leben

### Familie
Johann Peter Miller war der Sohn des Pfarrers Johann Michael Miller (* 10. Oktober 1693 in Leipheim; † 16. Januar 1747 in Ulm) und dessen Ehefrau Maria Magdalena (geb. Rauschenmayer) (1695–1761); er hatte noch fünf Brüder, zu diesen gehörte:
- Johann Michael Miller (1722–1774), 1748 außerordentlicher Professor der hebräischen Sprache am Ulmer Gymnasium und Adjunkt der Stadtbibliothek, 1753 Pfarrer in Leipheim; 1762 Diakon der Dreifaltigkeitskirche Ulm, 1763 Prediger am Ulmer Münster, verheiratet mit Dorothea Sibylla (geb. Wickh) (1726–1804), dessen Sohn war der spätere Theologe und Schriftsteller Johann Martin Miller.

Sein Cousin war Gottlob Dietrich Miller, Jurist und Mitgründer des Hainbundes in Göttingen.
Johann Peter Miller war verheiratet mit Sophie Christiane (geb. Weygand) (* 1736), die Ehe blieb kinderlos; sein Schwager war der Leipziger Buchhändler und Verleger Johann Friedrich Weygand (1743–1806).

### Ausbildung
Er erhielt seinen ersten Unterricht von seinem Vater und besuchte darauf das Gymnasium in Ulm (heute: Humboldt-Gymnasium), an dem sein gleichnamiger Onkel Johann Peter Miller Subrektor war.
Nach Beendigung des Gymnasiums immatrikulierte er sich 1745 an der Universität Helmstedt und studierte bis 1747 Philologie, Philosophie und Theologie; er besuchte unter anderem die Vorlesungen von Johann Lorenz von Mosheim, dessen Privatsekretär er wurde.

### Werdegang
Mit Johann Lorenz von Mosheim, der Kanzler an der Universität Göttingen wurde, ging Johann Peter Miller 1747 als Hauslehrer seiner jüngeren Kinder dorthin. 1749 beendete er sein philologisches Studium bei Johann Matthias Gosner (1691–1761) mit einer Arbeit über die Armenfürsorge und -erziehung und promovierte zum Magister.
1750 kam er als Rektor an das Gymnasium (heute: Gymnasium Julianum) nach Helmstedt und wurde 1756 als Rektor an das Gymnasium (heute: Latina) nach Halle berufen.
1766 promovierte er an der Universität Halle zum Dr. theol. und folgte einem Ruf als ordentlicher Professor für evangelische Dogmatik und Rhetorik an die Universität Göttingen. Seine Vorlesungen waren geprägt von der Dogmatik und Ethik Mosheims und umfassten außer Dogmatik, Moral, Rhetorik, Pastoraltheologie, Einleitung in die theologische Literatur und teilweise auch Erklärung des Neuen Testaments, dazu leitete er die katechetischen Übungen der Studierenden im Göttinger Waisenhaus, mit dessen Verwaltung er beauftragt war. Er gehörte auch zu den Ersten, die Vorlesungen über Pädagogik an einer deutschen Universität gehalten haben; einen Ruf zum Oberkonsistorialrat und Direktor des Grauen Klosters in Berlin lehnte er in dieser Zeit ab.
Zu seinen weitere Studenten gehörten unter anderem Georg Christian Raff, Georg Christian Knapp, Anton August Heinrich Lichtenstein, Justus Christian Loder und Jacob Christoph Rudolph Eckermann.
1769 wurde er von Johann Jakob Griesbach aufgesucht, der eine Forschungsreise durchführte, um die Forschungs- und Lehrgewohnheiten der europäischen Universitäten zu studieren und besprach sich intensiv mit diesem.
Am 26. Mai 1789 hatte er während einer Vorlesung einen Schlaganfall und verstarb drei Tage darauf; auf seinen Lehrstuhl folgte ihm Karl Friedrich Stäudlin.

### Schriftstellerisches Wirken
Seine Schrift Chrestomathia Latina erlebte in der Zeit von 1755 bis 1780 sechs Auflagen und auch seine Historisch-moralischen Schilderungen, die er in der Zeit von 1753 bis 1764 veröffentlichte, erschienen in der zweiten Auflage von 1781 bis 1789 in fünf Teilen; seine Erbaulichen Erzählungen der biblischen Geschichten, in der er 41 Geschichten aus dem Alten und 46 aus dem Neuen Testament erzählte, wurden auch ins Schwedische und Finnische übersetzt.
In seinen theologischen Schriften behandelte er Arbeiten auf dem Gebiet der Moral, so unter anderem durch die Fortsetzung von Johann Lorenz von Mosheims Sittenlehre der Heiligen Schrift.; Sein 1778 im Druck erschienener Auszug aus allen neun Teilen wurde auch ins Schwedische, Dänische und Holländische übersetzt. Die zuvor 1752 ebenfalls in Helmstedt erschienene lateinische Fassung Ioannis Laurentii Moshemii Institutiones historiae christianae in compendium redactae wurde per Dekret der römisch-katholischen Glaubenskongregation vom 14. April 1755 auf den Index gesetzt.
Er veröffentlichte weiterhin Lehrbücher zur Dogmatik, Rhetorik, zur Katechese, Kirchengeschichte sowie Schriften über Armenwesen und Mission, dazu gab er mit Gottfried Less 1779 ein Gesangbuch heraus, das erstmals nur für den Universitätsgottesdienst zusammengestellt worden war, weiterhin veröffentlichte er in verschiedenen Zeitschriften. In seiner Schrift Grundsätze einer weisen und christlichen Erziehungskunst beschrieb er, noch vor der philanthropistischen Erziehungsbewegung, die in den 1770er Jahren begann, ein erstes Systemwerk der Pädagogik.
Seine 1778 publizierte Anweisung zur Catechesierkunst war ein Grundlagenwerk für die aufklärerische sokratische Lehrart und markierte mit dem Zusammenunterrichten und ihrer Gesprächsstruktur einen qualitativen Umbruch in der Erziehungsmethode.

### Geistliches und pädagogisches Wirken
Die Veröffentlichungen von Johann Peter Miller waren auf einen Ausgleich bedacht, zwischen lutherischer Orthodoxie und Pietismus einerseits und der Aufklärungstheologie andererseits, hierdurch wurde er zum wesentlichen Anreger der beginnenden Aufklärungspädagogik, die sich unter seinem Schüler Ernst Christian Trapp schließlich zu einer eigenständigen Disziplin entwickelte. Durch seine Veröffentlichungen gab er entscheidende Anregungen für eine äußere und innere Schulreform. In erster Hinsicht setzte er sich für die Einrichtung von Real- und Industrieschulen (Armenschulen) ein sowie für die Einrichtung von Seminarien für die schulpraktische Ausbildung von Theologen an der Universität, die in der Mehrzahl das Lehramt an den höheren Schulen versahen, sowie für die seminaristische Ausbildung von Lehrern für das niedere Lehramt. Im Rahmen seiner Tätigkeit an der Waisenhauseinrichtung in Göttingen gestaltete er diese mit seinen Neuerungen um, sodass sie ihm als Musterschule diente.
Er entwickelte auch eine Initiative zu einer speziellen Kinder- und Jugendliteratur.

## Schriften (Auswahl)
- De eo, quod circa curam pauperum observandum est. 1749.
- De religione M. T. Ciceronis programma. Helmstadium: Drimborn, 1751.
- Commentationes et Orationes Varii Argumenti. Hamburg: Brandt, 1751.
- Singvlaris Dei Circa Scholas Providentia Ex Vetervm Genio Natali Asseritvr Et Natalis Dies Gymnasii Halensis C LXXXVIIII A. D. XXVIII Avgvsti M D CCLIV Celebrandvs Indicitvr A Ioanne Petro Millero A. M. Gymnasii Rectore. Gebauer: Halae Magdeburgicae, 1754.
- Historisch-moralische Schilderungen zur Bildung eines edlen Herzens in der Jugend.
  - Band 1. Frankfurt und Leipzig 1756.
  - Band 2. Frankfurt und Leipzig 1756.
  - Band 3. Frankfurt und Leipzig 1759.
- Chrestomathia Latina. Tiguri: apud Heideggerum et soc., 1759.
- Sitten-Lehre der Heiligen Schrift.
  - 6. Teil. Halle und Helmstedt. 1765
  - 7. Teil. 1788. (neu verbesserte Auflage)
  - 8. Teil. Göttingen und Leipzig 1767.
  - 9. Teil. Göttingen und Leipzig 1770.
- Die Hoffnung besserer Zeiten für Schulen. Gebauer: Halle, 1765.
- Schule des Vergnügens. Gebauer: Halle, 1765.
- Johann Peter Miller; Johann Justinus Gebauer: Doctrinam De Gradibvs Beatitatis Fvtvrae Ivvenilis Pietatis Incitamentvm. Gebauer: Hallae Magdeb., 1766.
- De orthodoxia cum dogmatica tum ethica conjugenda. 1766.
- Oratio de theologo amabili. Gottinga: 1766.
- Anleitung zur Kentnis der besten Bücher in allen Wissenschaften für Anfänger. Halle und Leipzig 1766.
- Anweisung zur Wohlredenheit, nach den erlesensten Mustern französischer Redner. 1767.
- Erbauliche Erzählungen der vornehmsten biblischen Geschichten. Helmstedt 1753 und Stadthagen 1769.
- Kurze und deutliche Anweisung zur griechischen Sprache nebst einer auserlesenen Chrestomathie. Leipzig 1769.
- Grundsätze einer weisen und christlichen Erziehungskunst. Göttingen 1769 und 1771.
- Theologischmoralische Abhandlung vom Eide, Meineide und von Gelübden. Weygand: Leipzig, 1771.
- Abhandlung von den Pflichten der Christen in Ansehung der Feinde, der Processe und der Zweykämpfe. Weygand: Leipzig, 1771.
- Vollständige Einleitung in die theologische Moral. Leipzig 1772.
- Systematische Anleitung zur Kenntnis auserlesener Bücher in der Theologie und in den damit verbundenen Wissenschaften. Leipzig 1773.
- Lehrbuch der ganzen christlichen Moral. Leipzig 1776.
- Ioannis Petri Milleri Chrestomathia Latina. 1777 (Digitalisat)
- Anweisung zur Catechesierkunst. 1778.
- Gottfried Less; Johann Peter Miller: Neues christliches Gesangbuch. Göttingen 1779 und Göttingen 1788.
- Unterhaltungen für denkende Christen zur täglichen Vermehrung ihrer Ueberzeugung, Tugend und Gemüthsruhe.
  - Band 1. Halle 1781.
  - Band 2. Halle 1781.
  - Band 3. Halle 1781.
- De missionibus pie sapienterque regundis. 1787.